# Картер, Кори
Кори Картер (англ. Kori Carter) — американская легкоатлетка, спринтерка, специализирующаяся в барьерном беге, чемпионка мира.

## Биография
Окончила среднюю школу в Клермонте, штат Калифорния. После школы Картер участвовала в гонках с препятствиями и выиграла только один раз в 2008 году.
В 2017 году впервые в своей спортивной карьере завоевала золотую медаль чемпионки мира на дистанции 400 метров с барьерами на Лондонском чемпионате мира с результатом 53,07 секунды.